# Rudolf Hermann (Theologe)
Rudolf Hermann (* 3. Oktober 1887 in Barmen; † 10. Juni 1962 in Berlin) war ein deutscher evangelischer Theologe und Religionsphilosoph.

## Leben

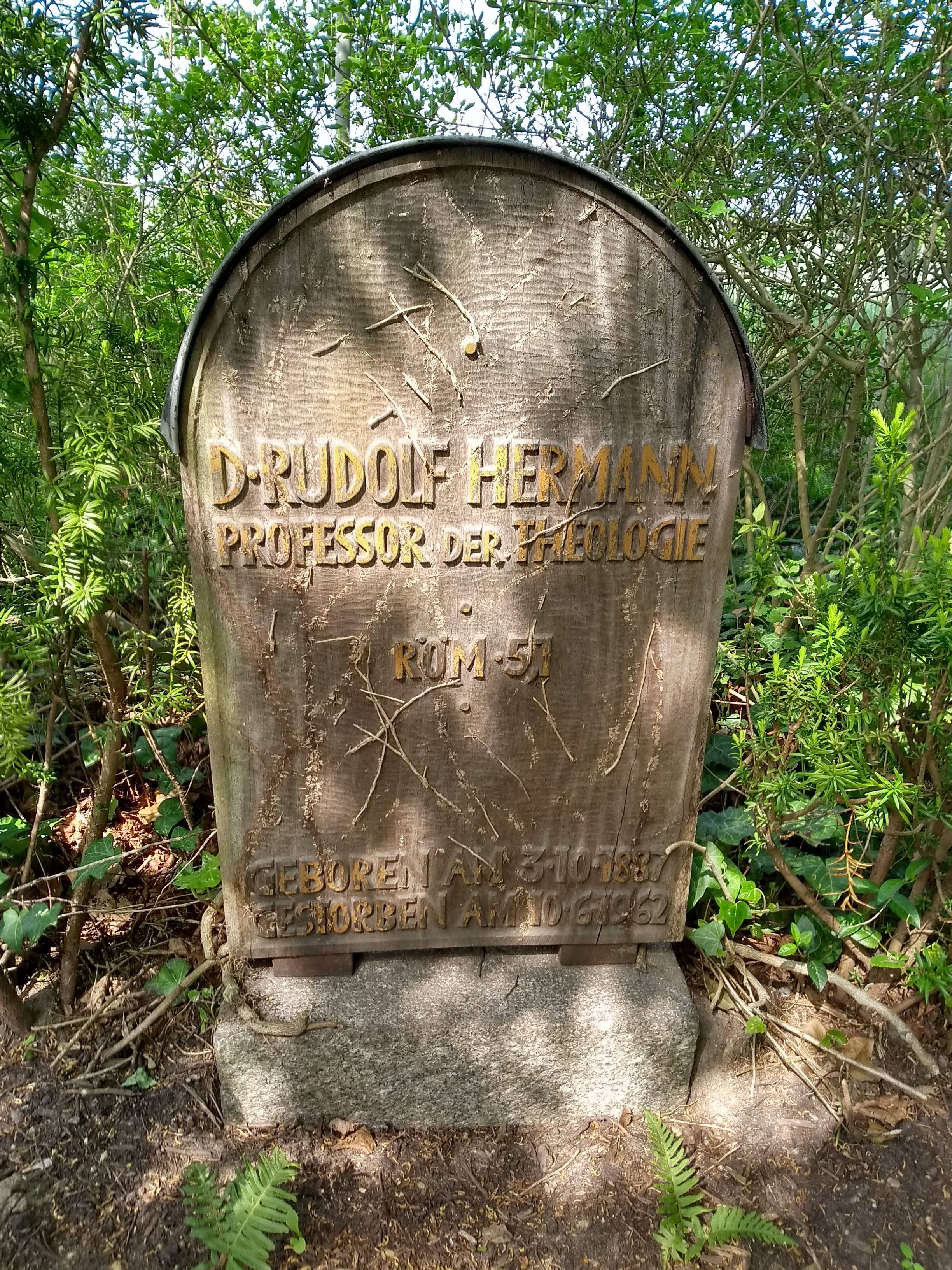
Grab auf dem Waldkirchhof Berlin-Mahlsdorf

Rudolf Hermann studierte nach dem Abitur 1906 zunächst Deutsch, Geschichte und Religion, später Theologie in Marburg, Halle und Greifswald. Er wurde während seines Studiums 1906 Mitglied der Schwarzburgbund-Verbindung Franconia Marburg und 1909 Mitglied der Schwarzburgbund-Verbindung Sedinia Greifswald. 1911 legte er sein erstes theologisches Staatsexamen in Koblenz ab. 1913 promovierte er in Göttingen.
Nachdem er 1913 seinen Militärdienst angetreten hatte, nahm er ab 1914 als Soldat am Ersten Weltkrieg teil und geriet schwer verwundet im September 1914 in französische Kriegsgefangenschaft. 1915 wurde er ausgetauscht und habilitierte sich 1916 in Göttingen, wo er zunächst als Privatdozent tätig war. 1919 erhielt er in Breslau einen Lehrauftrag für „Neuere Religionsphilosophie seit Kant und für Theologie der Reformatoren“ und wurde Inspektor des Theologischen Konvikts. 1923 wurde er zum außerordentlichen Professor in Breslau ernannt. Einer seiner von ihm beeindruckten und beeinflussten Studenten und Freunde war der spätere Schriftsteller und Kirchenlieddichter Jochen Klepper.
Hermann erhielt 1926 eine Berufung als Ordentlicher Professor für Systematische Theologie in Greifswald; seit Mai 1928 war er geschäftsführender Vorsitzender der Greifswalder Gelehrten Gesellschaft für Lutherforschung und neuzeitliche Geistesgeschichte. 1933 bis 1938 war er Mitglied der Bekennenden Kirche. Er nahm an den Bekenntnissynoden von Barmen und Berlin-Dahlem teil, zog sich nach Konflikten mit Karl Barth und Dietrich Bonhoeffer jedoch später zurück.
Als Dekan der Theologischen Fakultät Greifswald, der er seit 1946 war, berief man ihn in die Kommission zur Herausgabe der Werke Martin Luthers (Weimarer Ausgabe). 1948 übernahm er die Leitung der Luther-Akademie in Sondershausen. Seit 1953 lehrte er an der Humboldt-Universität in Berlin. Seit 1955 emeritiert, lehrte er dennoch weiter und war Direktor des Theologischen Seminars.
Nach kurzer Krankheit starb er 1962 in der Berliner Charité. Sein Grab befindet sich auf dem Waldkirchhof Mahlsdorf.

## Werk
Hermann, der von Martin Kähler und Carl Stange geprägt war, machte sich vor allem durch seine Erschließung der Rechtfertigungslehre Martin Luthers einen Namen. Im Sinne von Immanuel Kant und Friedrich Schleiermacher trat er für eine enge Verbindung von Theologie und Religionsphilosophie ein.

## Schriften (Auswahl)
- Christentum und Geschichte bei Wilhelm Herrmann : Mit besonderer Berücksichtigung der erkenntnistheoretischen Seite des Problems. Leipzig: Deichert, 1914 (Diss.)
- Das Verhältnis von Rechtfertigung und Gebet nach Luthers Auslegung von Röm. 3 in der Römerbriefvorlesung. Gütersloh: Bertelsmann, 1926
- Luthers These ,Gerecht und Sünder zugleich‘. Gütersloh 1930 (2. Aufl. Darmstadt 1960)
- Gesammelte und nachgelassene Werke.  Vandenhoeck & Ruprecht, Göttingen
  - 1. Luthers Theologie. 1967
  - 2. Studien zur Theologie Luthers und des Luthertums. 1981
  - 3. Bibel und Hermeneutik. 1971
  - 4. Ethik. 1970
  - 5. Religionsphilosophie. 1995
  - 6. Theologische Fragen nach der Kirche. 1967